# Ebersdorf bei Coburg
Ebersdorf bei Coburg è un comune tedesco di 6 227 abitanti, situato nel land della Baviera.

## Storia

### Simboli
Dal 1º maggio 1978, Ebersdorf è formata dall'unione dei comuni precedentemente indipendenti di Ebersdrof, Friesendorf, Großgarnstadt, Kleingarnstadt, Oberfüllbach e Frohnlach. Fu quindi creato un nuovo stemma, approvato dal governo dell'Alta Franconia il 4 febbraio 1982.
Il cinghiale (Eber in tedesco) ricorda il nome del luogo; i colori oro e nero derivano da quelli del ducato di Sassonia-Coburgo, che nel 1525 acquisì le proprietà del monastero di Sonnefeld, che comprendevano la maggior parte dell'attuale territorio comunale. Le rose provengono dall'emblema del vecchio comune di Frohnlach. Lo scaglione deriva dallo stemma dei signori di Sonnefeld che era d'argento a tre scaglioni di rosso.

Stemma di Ebersdorf bei Coburg
Stemma dell'ex comune di Frohnlach
Stemma della famiglia Sonnefeld